# John Maitland, 1:e lord Maitland av Thirlestane

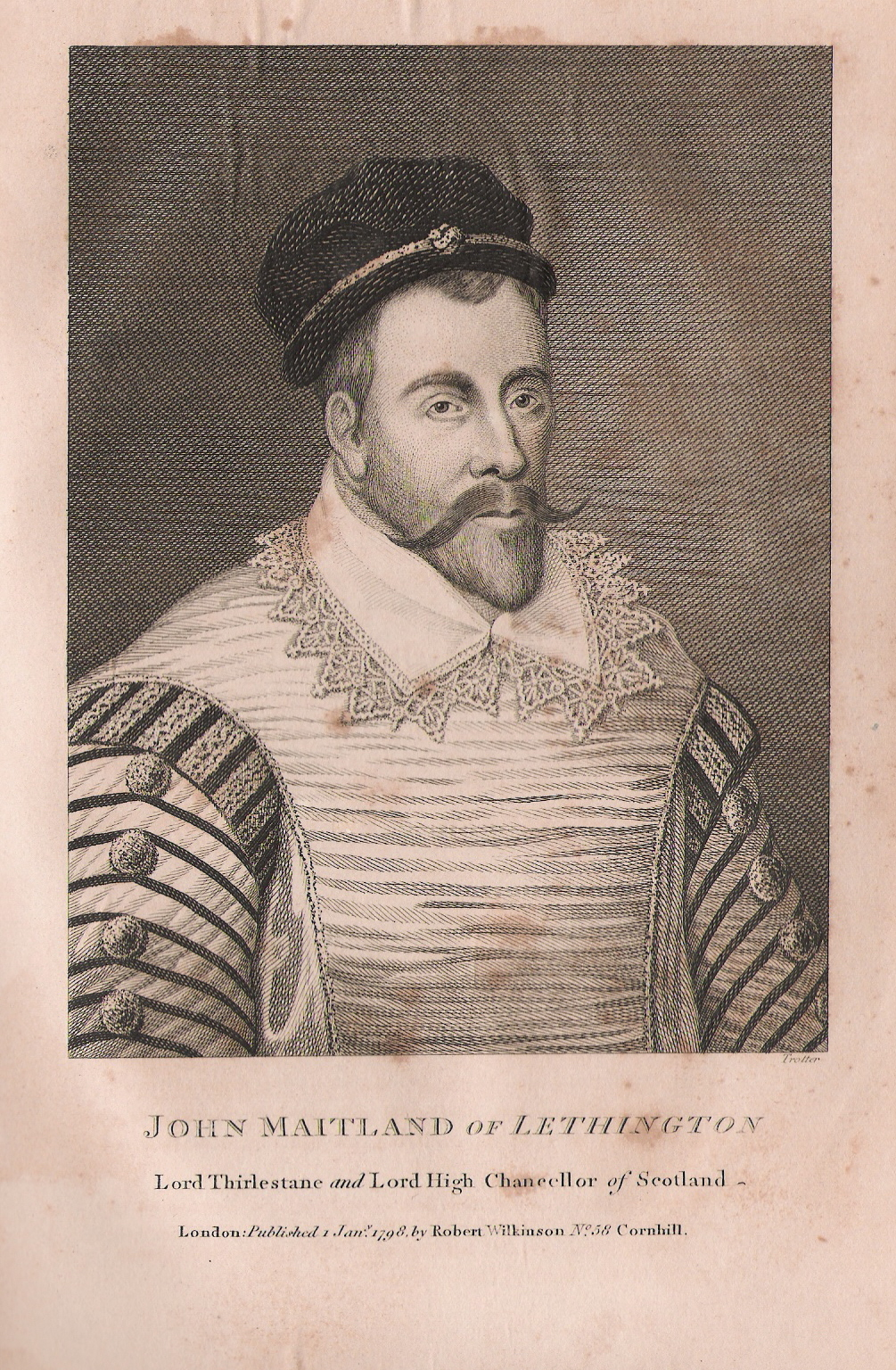
John Maitland, 1:e lord Maitland av Thirlestane.

John Maitland, 1:e lord Maitland av Thirlestane, född omkring 1545, död 1595, var en skotsk statsman, son till Richard Maitland, bror till William Maitland.
Maitland, som 1567 efterträdde  sin far som sigillbevarare, var jämte brodern innesluten i Edinburgh Castle och hölls efter dess fall (1573) i fängelse till 1578. Han blev 1583 rådsmedlem och fick starkt inflytande på kung Jakob VI, blev 1584 dennes statssekreterare och 1587 lordkansler. Under den spanska armadans anfall på England förmådde han kungen att iakttaga sträng neutralitet. Maitland åtföljde Jakob på dennes bröllopsfärd till Norge och blev vid drottningens kröning 1590 upphöjd till skotsk peer (baron Maitland av Thirlestane).
Han gifte sig 1583 med Jean Fleming (död 1609). Deras barn hette Anne (1590–1609) och John (död 1645).